# Atentados terroristas a las embajadas estadounidenses en 1998
Los atentados terroristas a las embajadas de los Estados Unidos en África tuvieron lugar el 7 de agosto de 1998 en Nairobi (Kenia), y en Dar es Salaam (Tanzania), siendo el objetivo principal las embajadas del país norteamericano. Un total de 213 personas murieron en la explosión de Nairobi, mientras que 11 murieron en Dar es Salaam. Estos ataques, cuyos autores estaban vinculados al grupo terrorista Al-Qaeda, llevaron a que Osama bin Laden, líder del grupo, fuera incluido en la lista de los diez fugitivos más buscados del FBI. 

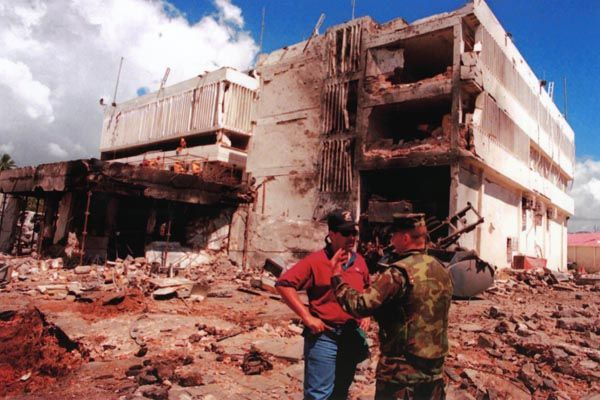
La embajada estadounidense en Dar es Salaam tras el atentado.

En el ataque contra la embajada en Nairobi mataron al menos a 213 personas, entre ellas 12 estadounidenses y resultaron heridas entre 4.000 a 5.500 personas. Como consecuencia de la violenta explosión, quedaron completamente destruidos varios grandes edificios del centro de la ciudad y el debilitamiento de la economía de Kenia.
Como respuesta a los acontecimientos, el 20 de agosto de 1998, se realizó la Operación Alcance Infinito, a través de un ataque con misil desde un crucero de la Armada de los Estados Unidos a un campamento de entrenamiento de Al-Qaeda en Afganistán y la destrucción de una planta farmacéutica en Sudán, a raíz de las sospechas de que en la planta de Al Shifa se producían armas químicas y estaba controlada por el terrorista árabe Osama bin Laden.
Junto al atentado terrorista al World Trade Center en 1993, el bombardeo de Khobar Towers en Arabia Saudita, y el atentado contra el USS Cole en Yemen, los ataques a las embajadas de Estados Unidos en África son parte de los ataques antiestadounidense de importancia que precedieron a los atentados terroristas del 11 de septiembre de 2001.

## Filmografía
Este Incidente fue presentado en el programa de televisión segundos catastróficos, titulado "Atentado a la embajada de Estados Unidos", transmitido en National Geographic Channel.